# Aglaodina lasia
Aglaodina lasia är en stekelart som först beskrevs av Porter 1967.  Aglaodina lasia ingår i släktet Aglaodina och familjen brokparasitsteklar. Inga underarter finns listade i Catalogue of Life.